# Copidognathus stevcici
Copidognathus stevcici är en kvalsterart som beskrevs av Bartsch 1976. Copidognathus stevcici ingår i släktet Copidognathus och familjen Halacaridae. Inga underarter finns listade i Catalogue of Life.